# Tomorrow’s Harvest
A Tomorrow's Harvest a skót Boards of Canada elektronikus zenei duó negyedik albuma, amely 2013. június 5-én jelent meg a Warp Records gondozásában.

## Megjelenés
A Tomorrow's Harvest bejelentését titokzatos reklámkampány övezte, amely a 2013-as Lemezboltok Napján kezdődött. A duó hat darab, összesen hatszámjegyű számsort állított össze, amelyeket különböző módokon adtak közre. Az első számsort egy előre be nem jelentett, 20 másodpercnyi hanganyagot tartalmazó 12-es formátumú lemezen adtak közre. A második a BBC Radio 1, a harmadik pedig National Public Radio hullámhosszán került nyilvánosságra. A maradék három számsor az Adult Swim csatornán, a Twoism rajongói oldalon, és a hivatalos Boards of Canada YouTube csatornához csatolt másodlagos felhasználói fiókra kitett videóban volt fellelhető. A megfelelő sorrendbe állított számsorok a hivatalos oldalon jelszóként beírva egy exkluzív videót tartalmazó oldalra irányították át a látogatókat, ahol elő is lehetett rendelni a lemezt. A Tomorrow's Harvest az együttes első megjelenése a 2006-os Trans Canada Highway óta, ami példátlanul hosszú kihagyás a Boards of Canada történetében.
2013. május 23-án, az album Reach for the Dead című szerzeményét lejátszották Zane Lowe műsorában, a BBC Radion 1-on, amivel egyidőben elérhetővé tették a Warp Records SoundCloud profilján, illetve Bleep elnevezésű online zeneboltján is.

## Számlista
| 1.    | Gemini                | 2:56 |
| 2.    | Reach for the Dead    | 4:47 |
| 3.    | White Cyclosa         | 3:13 |
| 4.    | Jacquard Causeway     | 6:35 |
| 5.    | Telepath              | 1:32 |
| 6.    | Cold Earth            | 3:42 |
| 7.    | Transmisiones Ferox   | 2:18 |
| 8.    | Sick Times            | 4:16 |
| 9.    | Collapse              | 2:49 |
| 10.   | Palace Posy           | 4:05 |
| 11.   | Split Your Infinities | 4:28 |
| 12.   | Uritual               | 1:59 |
| 13.   | Nothing is Real       | 3:52 |
| 14.   | Sundown               | 2:16 |
| 15.   | New Seeds             | 5:39 |
| 16.   | Come to Dust          | 4:07 |
| 17.   | Semena Mertvykh       | 3:30 |
| 62:07 |                       |      |

## Megjelenési dátumok
| Régió         | Dátum            | Formátum      | Kiadó        | Katalógusszám |
| ------------- | ---------------- | ------------- | ------------ | ------------- |
| Japán         | 2013. június 5.  | 2×LP, CD, MP3 | Beat Records | BRC-382       |
| Ausztrália    | 2013. június 7.  | 2×LP, CD, MP3 | Inertia      | N/A           |
| Németország   | 2013. június 7.  | 2×LP, CD, MP3 | Warp Records | N/A           |
| Írország      | 2013. június 7.  | 2×LP, CD, MP3 | Warp Records | N/A           |
| Európa        | 2013. június 10. | 2×LP, CD, MP3 | Warp Records | WARP257       |
| Észak-Amerika | 2013. június 11. | 2×LP, CD, MP3 | Warp Records | WARP257       |